# 阿羅洛斯的托勒密
托勒密（希臘語：Πτολεμαῖος' ），公元前368年至365年期間的攝政王。他暗殺了前任國王亞歷山大二世而奪得控制權。他以佩爾狄卡斯三世（亞歷山大二世的二弟）的攝政王身份統治馬其頓，直到前365年被佩爾狄卡斯所殺。 

## 參看
- 馬其頓國王列表
- 阿敏塔斯三世
- 亞歷山大二世
- 佩爾狄卡斯三世
- 腓力二世 (馬其頓)